# 伊莉娜·沙伊克
伊蓮娜·瓦萊里耶夫娜·沙伊克里斯拉莫娃（英語：Irina Valeryevna Shaykhlislamova，1986年1月6日—）俄羅斯模特兒，以化名伊莉娜·沙伊克（英語：Irina Shayk）聞名，1986年出生于叶曼热林斯克市，在美国发展后进入时尚圈，现为知名的内衣模特兒。
2007年，伊蓮娜·沙伊克为《体育画报》拍摄泳衣写真后一举成名。

## 职业生涯
从担任模特后，拍摄过Vogue Mexico、Vogue Espana、Vogue Brasil封面，其他拍摄过封面的杂志还有Vs. Magazine、Cosmopolitan、Maxim、Glamour、Marie Claire、Harper's Bazaar、GQ、Esquire、Elle、Cosmopolitan、Allure、7 Hollywood Magazine。此外，她还走过Kanye West、Jeremy Scott、紀梵希、菲利浦·普萊因等时装秀。从2007年起至今，她每年都会出现在体育画报的泳装特刊里，2011年3月更成为了当年度封面模特，也是第一位登上体育画报泳装特刊的俄罗斯模特。
2007至2010年期间，她成为意大利内衣品牌Intimissimi的广告代言人，并在2008年至2009年成为Guess品牌的全新年度代言人。 2010年成为Armani Exchange春夏代言人，拍摄肯伊·威斯特的单曲《Power》音乐录影带。2011年，成为西班牙鞋履品牌Xti代言人。
2012年再度代言意大利内衣品牌Intimissimi，并在同年拿下AVON全球彩妆并代言至2015年。2013年拍摄由佩内洛普·克鲁兹导演的“大内密探”（Agent Provocateur，简称AP）女性内衣副牌微电影广告，广告中Penelope Cruz的丈夫哈維爾·巴登及妹妹莫妮卡·克鲁兹也客串出演。2014年擔任俄羅斯冬奧開幕式舉牌人員，同年七月拍攝的電影《宙斯之子：赫拉克勒斯》上映。2015年担任太阳眼镜品牌Linda Farrow （页面存档备份，存于）春夏代言人。同年十月成为L'Oréal Paris的国际代言人。
伊蓮娜·沙伊克还为为世界著名的女性内衣品牌Christian Dior代言。

## 个人生活
她的前男朋友為足坛巨星C·罗纳尔多。在2010年南非世界杯开幕前，C羅带着伊蓮娜去意大利海边度假三天，而两人戏水的照片也被八卦媒体曝光。2015年C罗获得金球奖，伊蓮娜并未陪伴，引出分手传言。2015年1月18日，双方证实分手传言。2015年，開始和演員布萊德利·庫柏交往。